# Вінницький обласний комітет Комуністичної партії України
Вінницький обласний комітет КП України — орган управління Вінницькою обласною партійною організацією КП України (1932–1991 роки).
Вінницька область утворена 27 лютого 1932 року з Вінницької округи УСРР, що існував в 1925 р. на землях колишніх Подільської та Київської губерній. В 1937 р. із області виокремлено Кам'янець-Подільську область.

## Перші секретарі обласного комітету (обкому)
- лютий 1932 — жовтень 1932 — Алексєєв Микита Олексійович
- жовтень 1932 — серпень 1937 — Чернявський Володимир Ілліч
- серпень 1937 — 30 серпня 1937 — в.о. Бондаренко Михайло Ілліч
- вересень 1937 — 29 квітня 1938 — в.о. Співак Іларіон Савелійович
- 29 квітня 1938 — липень 1941 — Міщенко Гаврило Корнійович
- березень 1944 — травень 1945 — Міщенко Гаврило Корнійович
- травень 1945 — липень 1945 — Бурченко Дмитро Тимофійович
- липень 1945 — 1 вересня 1951 — Стахурський Михайло Михайлович
- 1 вересня 1951 — вересень 1952 — Шевчук Григорій Іванович
- вересень 1952 — 6 квітня 1954 — Бубновський Микита Дмитрович
- 6 квітня 1954 — 22 серпня 1955 — Дорошенко Петро Омелянович
- 22 серпня 1955 — 15 січня 1963 — Козир Павло Пантелійович
- 15 січня 1963 — грудень 1964 (сільський) — Козир Павло Пантелійович
- 17 січня 1963 — грудень 1964 (промисловий) — Шевцов Юрій Миколайович
- грудень 1964 — 7 травня 1970 — Козир Павло Пантелійович
- 7 травня 1970 — березень 1983 — Таратута Василь Миколайович
- березень 1983 — листопад 1988 — Криворучко Леонтій Леонтійович
- листопад 1988 — 26 серпня 1991 — Нехаєвський Аркадій Петрович

## Другі секретарі обласного комітету (обкому)
- лютий 1932 — вересень 1932 — Макеєнко Михайло Микитович
- жовтень 1932 — вересень 1936 — Бегайло Роман Олександрович
- вересень 1936 — лютий 1937 — Воробйов Іван Онисимович
- квітень 1937 — квітень 1938 — Співак Іларіон Савелійович
- травень 1938 — грудень 1939 — Горенков Федір Степанович
- лютий 1940 — 1941 — Бурченко Дмитро Тимофійович
- квітень 1944 — травень 1945 — Бурченко Дмитро Тимофійович
- серпень 1945 — квітень 1947 — Нижник Василь Єрмолайович
- квітень 1947 — 1953 — Силін Дмитро Макарович
- затв. квітень 1953 — листопад 1954 — Фурман Микола Корнійович
- листопад 1954 — серпень 1955 — Козир Павло Пантелійович
- серпень 1955 — 15 січня 1963 — Слободянюк Дмитро Онуфрійович
- 15 січня 1963 — грудень 1964 (сільський) — Бугаєнко Леонід Григорович
- 17 січня 1963 — грудень 1964 (промисловий) — Монастирський Володимир Семенович
- грудень 1964 — січень 1966 — Бугаєнко Леонід Григорович
- січень 1966 — 6 грудня 1973 — Фурман Микола Корнійович
- 6 грудня 1973 — вересень 1978 — Собченко Володимир Федорович
- вересень 1978 — березень 1983 — Криворучко Леонтій Леонтійович
- березень 1983 — листопад 1988 — Нехаєвський Аркадій Петрович
- листопад 1988 — серпень 1991 — Рябоконь Василь Петрович

## Секретарі обласного комітету (обкому)
- лютий 1932 — жовтень 1932 — Новош Франц Антонович (3-й секретар)
- жовтень 1932 — 193.5 — Левінзон Михайло Львович (3-й секретар)
- 1933 — 1934 — Жигар І.К. (по транспорту)
- 1937 — травень 1938 — Юр'єв Петро Іванович (3-й секретар)
- 29 травня 1938 — травень 1939 — Бурченко Дмитро Тимофійович (3-й секретар)
- лютий 1939 — листопад 1939 — Приходько Андрій Григорович (по пропаганді)
- травень 1939 — лютий 1940 — Бурченко Дмитро Тимофійович (по кадрах)
- травень 1939 — лютий 1940 — Жуковський Сергій Йосипович (3-й секретар)
- січень 1940 — липень 1941 — Нижник Василь Єрмолайович (по пропаганді)
- лютий 1940 — 17 травня 1941 — Чекаловський Федір Григорович (3-й секретар)
- лютий 1940 — липень 1941 — Жуковський Сергій Йосипович (по кадрах)
- квітень 1941 — липень 1941 — Кіщинський Сергій Семенович (по транспорту)
- 17 травня 1941 — липень 1941 — Тимченко Трохим Іванович (3-й секретар)
- 17 травня 1941 — липень 1941 — Чекаловський Федір Григорович (по промисловості)
- березень 1944 — червень 1944 — Тимченко Трохим Іванович (в.о. 3-го секретаря)
- квітень 1944 — серпень 1945 — Нижник Василь Єрмолайович (по пропаганді)
- травень 1944 — січень 1947 — Жуковський Сергій Йосипович (по кадрах)
- червень 1944 — 1 лютого 1951 — Ісай Іван Федорович (3-й секретар)
- жовтень 1945 — 1 лютого 1951 — Лойков Василь Григорович (по пропаганді)
- лютий (затв. у січні) 1947 — червень 1950 — Дудко Веніамін Іларіонович (по кадрах)
- затв. серпень 1950 — 1 вересня 1951 — Шевчук Григорій Іванович
- 1 лютого 1951 — серпень 1951 — Голик Віталій Якимович
- 1 лютого 1951 — вересень 1952 — Пацко Володимир Михайлович
- вересень (затв. листопад) 1951 — вересень 1952 — Фурман Микола Корнійович
- грудень (затв.) 1951 — січень 1954 — Ковальов Георгій Кузьмич
- січень 1954 — листопад 1954 — Козир Павло Пантелійович
- липень 1954 — 15 січня 1963 — Бугаєнко Леонід Григорович (по сільському господарству)
- липень 1954 — жовтень 1959 — Дубінін Микола Іванович (по промисловості)
- листопад 1954 — 1957 — Фурман Микола Корнійович (по ідеології)
- затв. квітень 1957 — 15 січня 1963 — Олійник Андрій Федорович (по ідеології)
- лютий 1960 — 15 січня 1963 — Монастирський Володимир Семенович (по промисловості)
- 15 січня 1963 — грудень 1964 — Олійник Андрій Федорович (сільський по ідеології)
- 15 січня 1963 — грудень 1964 — Фурман Микола Корнійович (сільський парт-держ. контроль)
- 17 січня 1963 — грудень 1964 — Птущенко Володимир Олександрович (промисловий по ідеології)
- 17 січня 1963 — грудень 1964 — Чінченко Віталій Пилипович (промисловий парт-держ. контроль)
- грудень 1964 — 1970 — Шевцов Юрій Миколайович
- грудень 1964 — січень 1966 — Фурман Микола Корнійович
- грудень 1964 — 1976 — Олійник Андрій Федорович (по ідеології)
- грудень 1964 — лютий 1966 — Чінченко Віталій Пилипович (парт-держ. контроль)
- січень 1966 — грудень 1967 — Таратута Василь Миколайович
- 1968 — 29 жовтня 1971 — Мазур Артем Андрійович (з питань сільського господарства)
- 1970 — вересень 1978 — Криворучко Леонтій Леонтійович
- 29 жовтня 1971 — 6 грудня 1973 — Собченко Володимир Федорович (з питань сільського господарства)
- 6 грудня 1973 — 21 вересня 1985 — Бондарчук Іван Панасович (з питань сільського господарства)
- 1976 — 1979 — Грущенко Іван Павлович (по ідеології)
- вересень 1978 — 1991 — Буртяк Григорій Якович (по ідеології)
- 1979 — 1983 — Нехаєвський Аркадій Петрович
- 1983 — 1991 — Царенко Олександр Митрофанович
- 21 вересня 1985 — травень 1990 — Хутченко Степан Григорович
- 25 травня 1990 — серпень 1991 — Яковлєв Антон Іванович

## Заступники секретарів обласного комітету (обкому)
- липень 1944 — 1945 — Кіщинський Сергій Семенович (заст. секретаря обкому по транспорту)
- 1944 (затверджений квітень 1945) — листопад 1948 — Данилюк Олександр Григорович (заст. секретаря обкому по промисловості)
- затверджений березень 1946 — листопад 1948 — Медунов Євдоким Андрійович (заст. секретаря обкому по будівництву і будівельних матеріалах)
- затверджений листопад 1946 — листопад 1948 — Шугаров Роман Іванович (заст. секретаря обкому по торгівлі і громадському харчуванню)
- /1947/ — листопад 1948 — Пацко Володимир Михайлович (заст. секретаря обкому по транспорту)